# Bracon misha
Bracon misha är en stekelart som beskrevs av Vladimir Ivanovich Tobias 1972. Bracon misha ingår i släktet Bracon och familjen bracksteklar. Inga underarter finns listade.